# Independence (Ohio)
Independence es una ciudad ubicada en el condado de Cuyahoga en el estado estadounidense de Ohio. En el Censo de 2010 tenía una población de 7133 habitantes y una densidad poblacional de 285,6 personas por km².

## Geografía
Independence se encuentra ubicada en las coordenadas 41°22′48″N 81°38′00″O / 41.38000, -81.63333. Según la Oficina del Censo de los Estados Unidos, Independence tiene una superficie total de 24.98 km², de la cual 24.71 km² corresponden a tierra firme y (1.07%) 0.27 km² es agua.

## Demografía
Según el censo de 2010, había 7133 personas residiendo en Independence. La densidad de población era de 285,6 hab./km². De los 7133 habitantes, Independence estaba compuesto por el 96.62% blancos, el 0.42% eran afroamericanos, el 0.06% eran amerindios, el 1.91% eran asiáticos, el 0% eran isleños del Pacífico, el 0.21% eran de otras razas y el 0.79% pertenecían a dos o más razas. Del total de la población el 1.08% eran hispanos o latinos de cualquier raza.